# Sophia Jex-Blake
Sophia Louisa Jex-Blake (Hastings, 21 de gener de 1840 – Mark Cross, 7 de gener de 1912) va ser una metgessa anglesa, mestra i feminista. Va liderar la campanya per assegurar l'accés de dones a una educació universitària quan ella i sis altres dones, col·lectivament conegudes com Les set d'Edimburg (Edimburg Seven), va començar a estudiar medicina a la Universitat d'Edimburg el 1869. Va ser la primera doctora a exercir la medicina a Escòcia, i una de les primeres en tota l'extensió del Regne Unit de la Gran Bretanya i Irlanda; una líder de l'educació mèdica per a dones i es va implicar en la fundació de dues escoles mèdiques per a dones a Londres (en un moment en què no hi havia cap altra escola de medicina per a dones).

## Vida primerenca

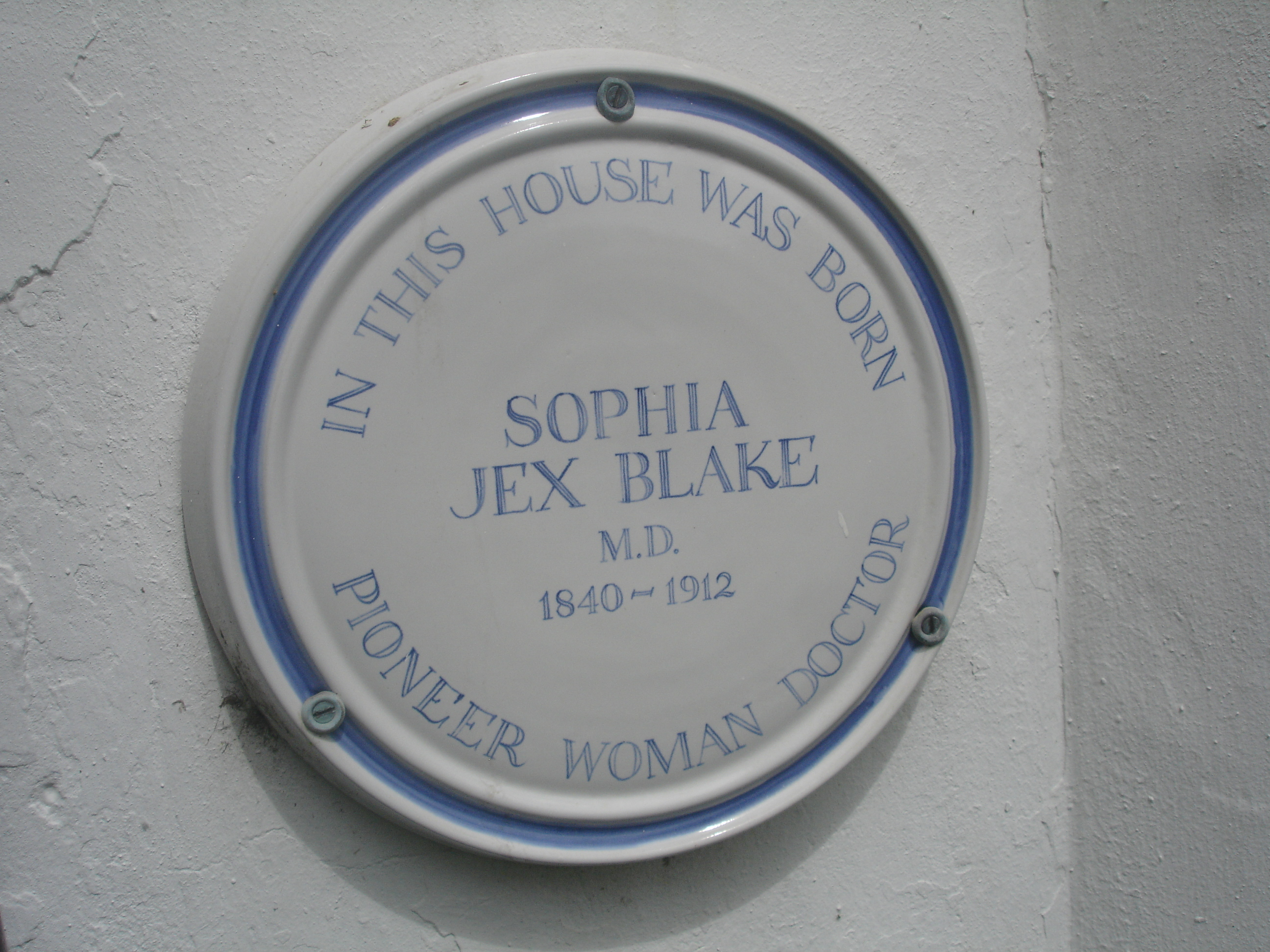
Una placa commemorativa al lloc de naixement de Sophia Jex-Blake

Sophia Jex-Blake va néixer a Hastings, Anglaterra, el 21 de gener de 1840, filla de l'advocat retirat Thomas Jex-Blake, un procurador de Doctors Commons, i Mary Jex-Blake (nascuda Cubitt). El seu germà era Thomas Jex-Blake, futur degà de la catedral de Wells. Va assistir a diverses escoles privades del sud d'Anglaterra i el 1858 es va matricular al Queen's College (Londres) malgrat les objeccions dels seus pares. El 1859, mentre encara era estudiant, se li va oferir un lloc com a tutora de matemàtiques a la universitat, on es va quedar fins al 1861, vivint durant part d'aquell temps amb la família d'Octavia Hill. Va treballar sense cap retribució: la seva família no esperava que la seva filla es guanyés la manutenció i de fet el seu pare denegar el seu permís per acceptar un salari.

## Viatges als Estats Units
El mes següent Sophia Jex-Blake va viatjar als Estats Units per aprendre més sobre l'educació de dones. Va visitar diverses escoles, va estar fortament influïda pel desenvolupament en coeducació als EUA i més tard va publicar aquesta experiència en un llibre: Una visita a algunes escoles i universitats americanes. A l'Hospital per a Dones i Nens de Nova Anglaterra a Boston va conèixer una de les metgesses pioneres del país, Lucy Sewell, de qui va esdevenir una important amiga al llarg de tota la vida, i hi va treballar per un temps com a metgessa associada. Això va ser un punt crucial per a Jex-Blake perquè es va adonar, durant aquesta visita, que esdevenir doctora era la seva vocació vital.
Durant l'any 1867, juntament amb Susan Dimock, una aprenent de l'Hospital de Nova Anglaterra, va escriure directament al president i a companys de la Universitat Harvard per a l'admissió a la University's Medical School. Va rebre la resposta un mes més tard, en una carta on s'afirmava: "no hi ha cap disposició per a l'educació de les dones en qualsevol departament d'aquesta universitat". L'any següent esperava assistir al nou centre mèdic universitari fundat per Elizabeth Blackwell a Nova York, però el mateix any el seu pare va morir i va retornar a Anglaterra per estar amb la seva mare.
El 1869, l'assaig de Jex Blake Medicine as a profession for women que va aparèixer en un llibre editat per Josephine Butler: Women's Work and Women's Culture. En aquest llibre l'autora argumentava que un instint natural porta les dones a implicarse en la cura de les malalties. Tanmateix, amb una educació de les noies restringida a les habilitats domèstiques, les dones generalment no podien competir amb els homes en la pràctica mèdica. Va argumentar també que no hi havia cap prova objectiva de la inferioritat intel·lectual de les dones respecte dels homes. Va dir que l'assumpte es podia provar fàcilment ensenyant-les com s'ensenyava als homes i sotmetent-les a exactament els mateixos exàmens.

## A favor de l'accés de les dones a l'educació universitària
Sophia Jex-Blake estava determinada a buscar formació mèdica al Regne Unit i a causa de l'actitud tan predisposada d'Escòcia cap a l'educació, sentia que si alguna universitat permetia estudiar a les dones en seria una d'escocesa.
Al març de 1869 va aplicar-se a estudiar medicina: tot i que la Facultat de Medicina i el Senatus Academus van votar a favor de permetre-li estudiar medicina, el Tribunal Universitari va refusar la seva aplicació amb l'argument que la universitat no podia fer els arranjaments necessaris "en l'interès d'una senyora".

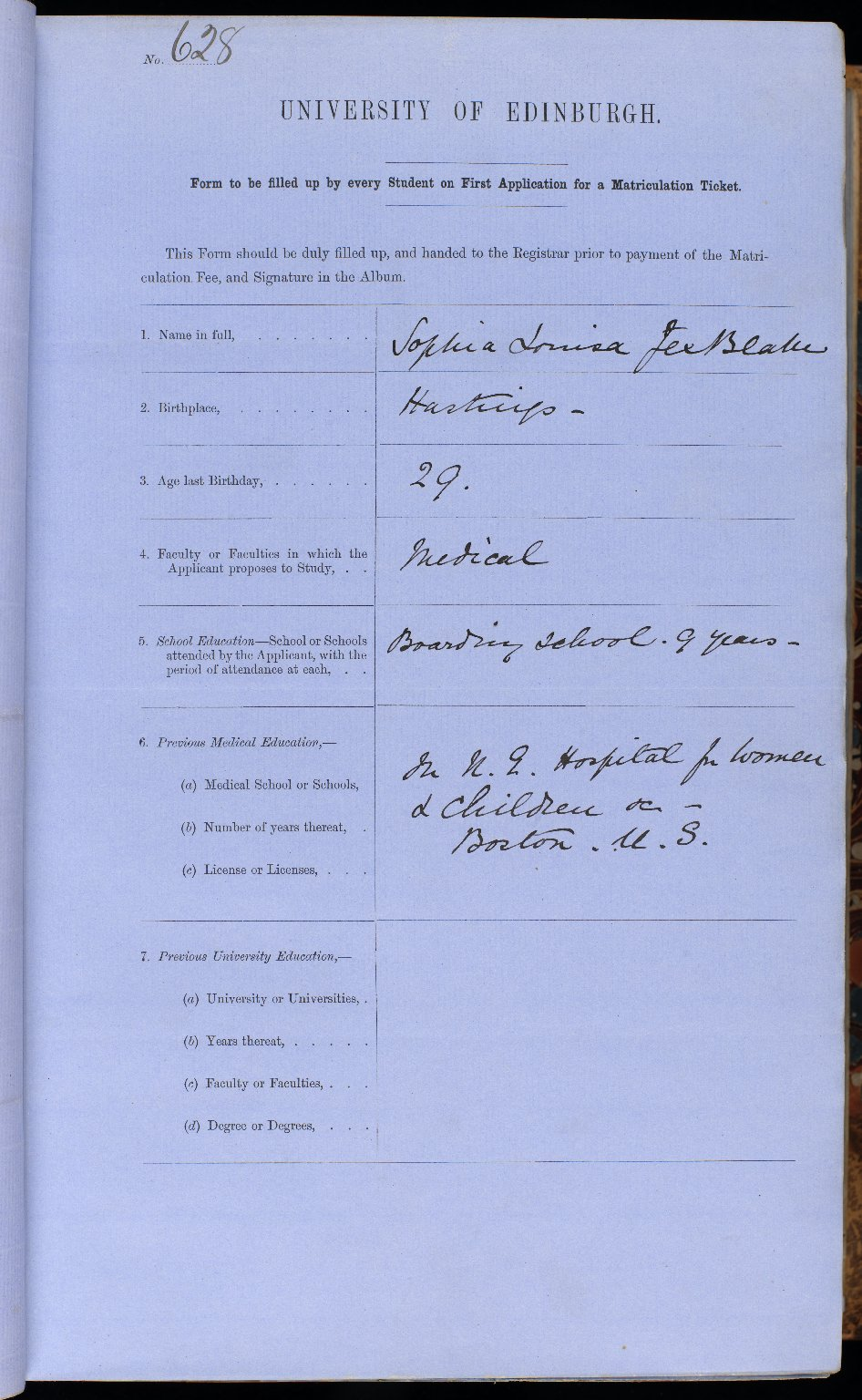
Sol·licitud de matrícula que Jex-Blake va lliurar a la Universitat d'Edimburg i que es manté en els seus arxius

Llavors es va anunciar al The Scotsman i en altres diaris nacionals per tal que més dones s'unissin a ella. A l'estiu de 1869 es va presentar una segona sol·licitud en nom d'un grup de cinc dones inicialment (amb dues més que es van unir més tard per fer el grup Les set d'Edimburg). El grup va demanar matriculació i tot allò que implicava: el dret d'assistir a totes les classes i als exàmens que es requerien per a un grau en medicina. Aquesta segona sol·licitud va ser aprovada pel Tribunal Universitari i la Universitat d'Edimburg va esdevenir la primera universitat britànica a admetre dones.
Sophia Jex-Blake va escriure en una de les seves cartes al seu amic gran Lucy Sewell:
"És una cosa magnífica entrar per primera vegada en la universitat britànica, mai abans oberta a les dones, no?"

### L'hostilitat creix: els disturbis a la Sala de Cirurgians
Mentre les dones van començar a demostrar que podien competir en els mateixos termes i condicions amb els estudiants masculins, l'hostilitat cap a elles va començar a créixer. Van rebre cartes obscenes, van ser seguides quan anaven cap a casa, els van posar petards a la porta de casa seva, els van llençar fang. Això va culminar amb l'aldarull de la Sala de Cirurgians el 18 de novembre de 1870 quan les dones van arribar per seure a un examen d'anatomia a la Sala dels cirurgians i una turba enfadada de més de dos-cents es van reunir fora per tirar-los fang, escombraries i insultar les dones.
Els esdeveniments van ser titulars nacionals i va fer que les dones guanyessin molts més seguidors. Tanmateix, membres influents de la Facultat de Medicina finalment van persuadir la universitat que rebutgés la graduació de les dones i així el 1873 la campanya dins d'Edimburg va fer fallida.
Moltes de les dones van anar a universitats europees on ja es permetia la seva graduació i van completar els seus estudis allà.

### Arriba el moment de la reforma
El 1877 les dones van ser finalment admeses als programes de grau a altres universitats britàniques. James Stansfeld, que hi havia estat molt vinculat a la campanya de Londres (seguint el fracàs de la campanya d'Edimburg) va escriure, en la seva història breu dels esdeveniments:
| « | Sophia Jex-Blake ha fet la més gran de totes les contribucions per assolir aquest fi. No dic que hagi estat la causa definitiva d'èxit. La causa definitiva ha estat senzillament això: que el temps era a les mans. És una de les lliçons de la història del progrés que quan el temps per reformar arriba no t'hi pots resistir, i si ho intentes, el que pot passar és que es faci més profunda o que es precipiti el seu adveniment. Els que s'hi oposen, quan arriba el moment, no són simplement arrossegats per les rodes dels carros de progrés, sinó que ajuden a fer-les girar. Les forces més fortes, sigui quina sigui la manera com funcionin, fan el màxim per ajudar. La major concentració de forces aquí han sigut, des del meu punt de vista, per una banda la Universitat d'Edimburg dirigida pel senyor Robert Christison, i per altra banda les dones reivindicatives dirigides per Sophia Jex-Blake. | » |

### Qualificació com a metgessa
El 1874, Sophia Jex-Blake va ajudar a establir l'Escola de Medicina de Londres per a Dones però també va continuar fent campanya i estudiant. Aviat es va aprobar l'UK Medical Act of 1876 (39 and 40 Vict, Ch. 41), una norma que va derogar la Llei de Medicina anterior al Regne Unit, la Medical Act 1958: això va permetre a totes les autoritats mèdiques britàniques llicenciar tots els sol·licitants qualificats, fos quin fos el seu gènere. La primera organització que va aprofitar aquesta legislació nova va ser el College of Physicians of Ireland, però abans que Jex-Blake s'hi apliqués, va passar els exàmens mèdics a la Universitat de Berna, on el gener de 1877 se li va atorgar el títol de doctora en Medicina. Quatre mesos més tard va tenir èxit a Dublín i va obtenir la qualificació de llicenciada del King’s and Queen's College of Physicians of Ireland (LKQCPI) la qual cosa significava que es podia registrar al General Medical Council i ser així la tercera dona doctora registrada al país.

## Carrera mèdica

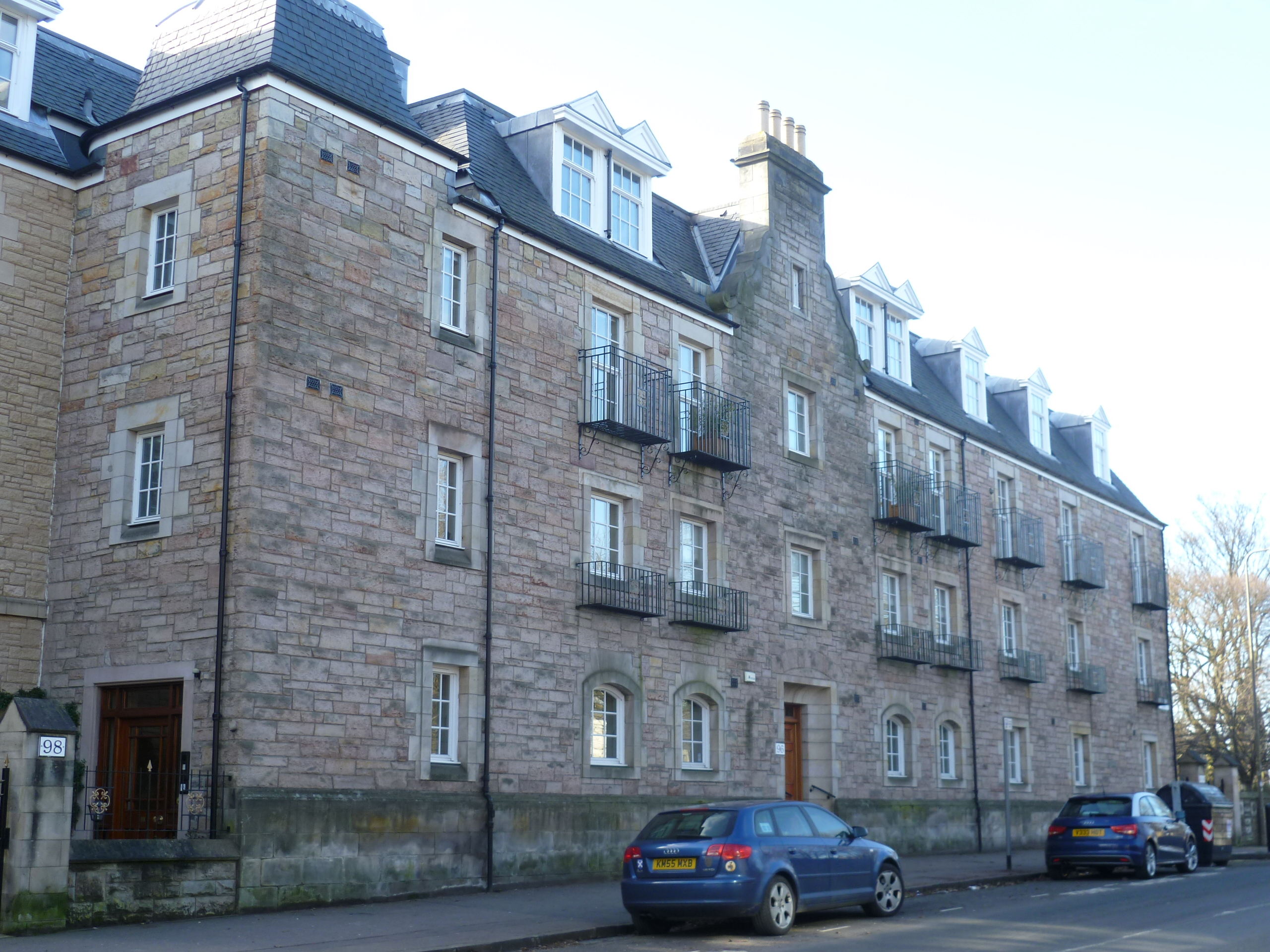
Bruntsfield Hospital, ara convertit en apartaments privats, 2010

El 1878, Jex-Blake va retornar a Edimburg, va arrendar una casa a la plaça Manor i va posar la seva placa de llautó a la porta: Edimburg tenia la seva primera doctora!! Tres mesos més tard va obrir una clínica de consultes externes al carrer Grove, 73, Fountainbridge, on les dones pobres podrien rebre atenció mèdica amb un cost d'uns quants penics.
L'any 1885 l'ambulatori es va ampliar i es va traslladar a un local més ampli, al carrer Grove, 6, i se li va afegir una petita sala de cinc llits. La petita clínica externa va esdevenir l'Hospital d'Edimburg i Ambulatori per a Dones. Aquest va ser el primer hospital d'Escòcia per a dones i on treballaven dones.
El 1887 va començar l'Escola de Medicina d'Edimburg per a Dones, on s'impartien classes externes tant a homes com a dones i que va tenir el suport dels homes que estaven a favor de les dones metgesses. Els primers estudiants van ser Elsie Inglis, Grace Ross Cadell i la seva germana Georgina, però l'habilitat de Jex-Blake com a docent no anava aparellada a la seva funció com a doctora. Va tenir una violenta ruptura amb els seus alumnes i el 1889 va resultar en un famós cas judicial, quan Jex-Blake va ser demandada amb èxit per danys i les germanes Cadell van continuar els seus estudis a l'escola rival que havia establert la més cordial, encara que molt més jove, Elsie Inglis. Totes dues escoles van arribar a la seva fi efectiva el 1892, quan la Universitat d'Edimburg va començar a acceptar admissions femenines.
Quan Sophia Jex-Blake es va retirar el 1889 va viure i es va dedicar a la pràctica de la medicina durant setze anys més a la casa coneguda per Bruntsfield Lodge, a Whitehouse Loan. L'Hospital d'Edimburg i l'ambulatori per dones s'havia tralladat a aquest lloc, i havia canviat el seu nom a Bruntsfield Hospital. El Bruntsfield Hospital va continuar funcionant fins a l'any 1989.

## Vida personal
Després de la mort de la seva mare l'any 1881, Sophia Jex-Blake va passar per un període de reclusió per una depressió fins al 1887, quan va posar en marxa l'Escola de Medicina per a Dones d'Edimburg.
Sophia Jex-Blake va ser parella de Margaret Todd, amb la qual tenia una diferència d'edat de dinou anys. Després de la seva jubilació el 1889, es van mudar a Windydene, Mark Cross, Rotherfield, on el 1902 la Dra. Todd va escriure La manera de fugir i Creixement el 1906.
La seva casa va esdevenir un lloc de reunió per a col·legues i antics alumnes, i va donar la benvinguda a escriptors i coneguts de tot el món.

## Mort i commemoració

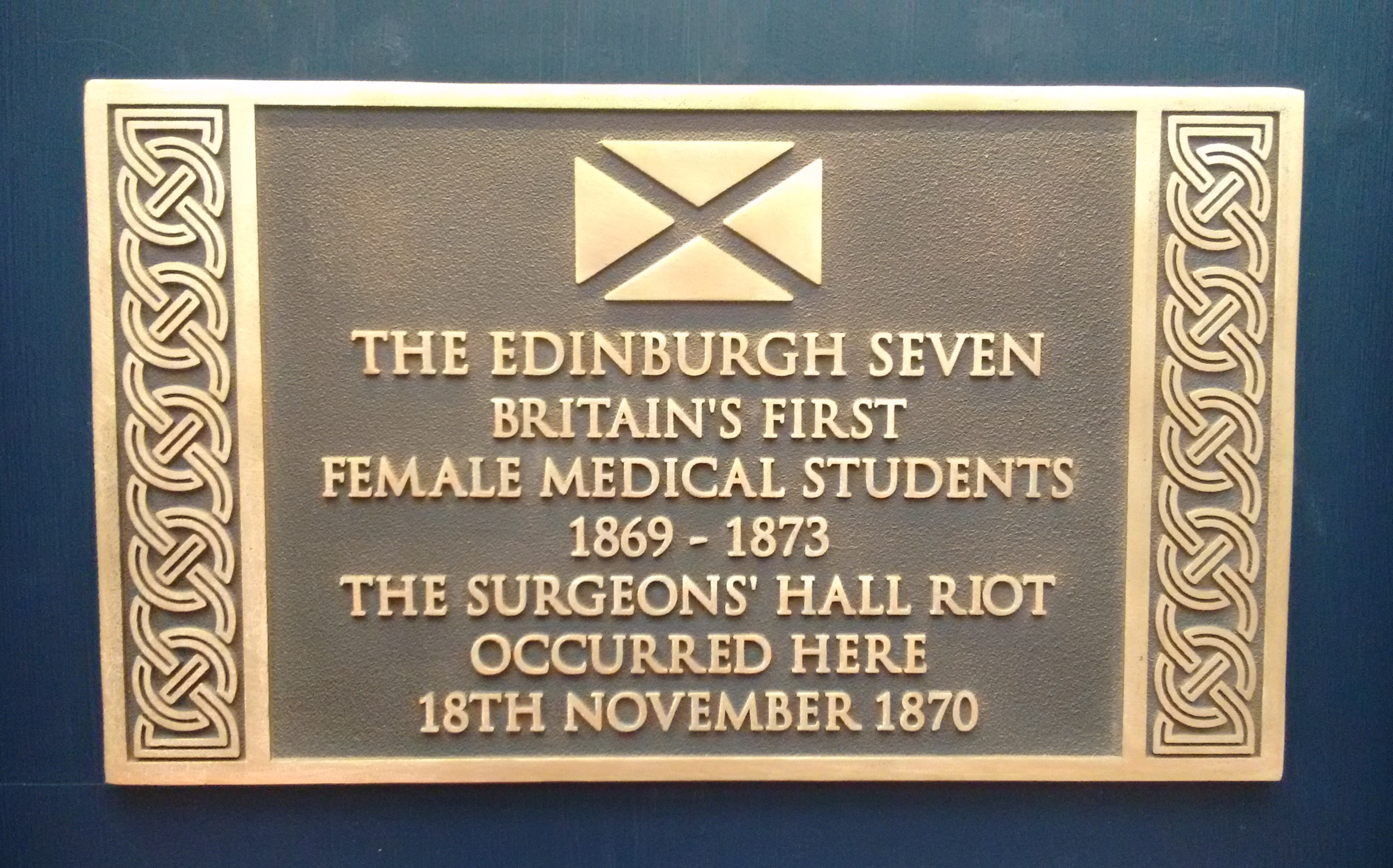
Placa conmmemorativade de Les set d'Edimburg i de l'aldarull de la Sala de Cirurgians

Sophia Jex-Blake va morir a Windydene el 7 de gener de 1912 i està enterrada a Rotherfield. Margaret Todd després va escriure La vida de Sophia Jex-Blake. La Universitat d'Edimburg rendeix homenatge a Sophia Jex-Blake amb una placa (de l'escultor britànic Pilkington Jackson) a prop de l'entrada a l'escola de medicina, honrant-la com a "metgessa, pionera de l'educació mèdica per a les dones a Gran Bretanya, i alumna de la universitat". El 2015 va ser descoberta una placa commemorativa de l'aldarull de la Sala de Cirurgians del 18 de novembre de 1870.

## Escrits seleccionats
- Jex-Blake, Sophia (1867). Jex-Blake, Sophia. A Visit to Some American Schools and Colleges.  Londres: Macmillan and Company, 1867..
- Jex-Blake, Sophia (1872). Jex-Blake, Sophia. Medical Women: A Thesis and a History, 1872.
- Jex-Blake, Sophia (1876). Jex-Blake, Sophia. The Practice of Medicine by Women, 1876. Escrit amb Edith Pechey i Isabel Thorne.
- Jex-Blake, Sophia (1877). Puerperal Fever: an Inquiry into its Nature and Treatment: A Graduation Thesis.
- Jex-Blake, Sophia (1884). Jex-Blake, Sophia. The Care of Infants: A Manual for Mothers and Nurses.  Londres: Macmillan and Company, 1884.